# Leucanopsis violascens
Leucanopsis violascens är en fjärilsart som beskrevs av Gottfried Christian Reich 1933. Leucanopsis violascens ingår i släktet Leucanopsis och familjen björnspinnare. Inga underarter finns listade i Catalogue of Life.